# Tirpitz (1939)
«Тірпіц» (нім. Tirpitz) — другий лінкор класу «Бісмарк», що входив до складу Крігсмаріне. Названий на честь «архітектора» кайзерівського флоту грос-адмірала Альфреда фон Тірпіца. Головне озброєння: 8 гармат 38-см (15 дм.) калібру. На свій час один з найпередовіших за технологією та найважчий корабель серед будь-коли побудованих у європейських військово-морських силах.
Після потоплення британським флотом першого корабля цього ж проєкту «Бісмарк», лишився єдиним великим модерним лінійним крейсером Крігсмаріне, тому був переведений у режим тактики «присутності» (англ. «Fleet-in-being») на базі в Норвегії, загрожуючи своєю присутністю арктичним конвоям союзників до Мурманська.
Спроби союзників знищити «Тірпіц» з води або з повітря тривали кілька років. Був потоплений 12 листопада 1944 року під час нальоту британської авіації в результаті влучення надважкими бомбами типу «Tallboy». У 1950-х роках був піднятий на поверхню і розрізаний на металобрухт. Деталі лінкора зберігаються у військових музеях світу.

## Історія створення

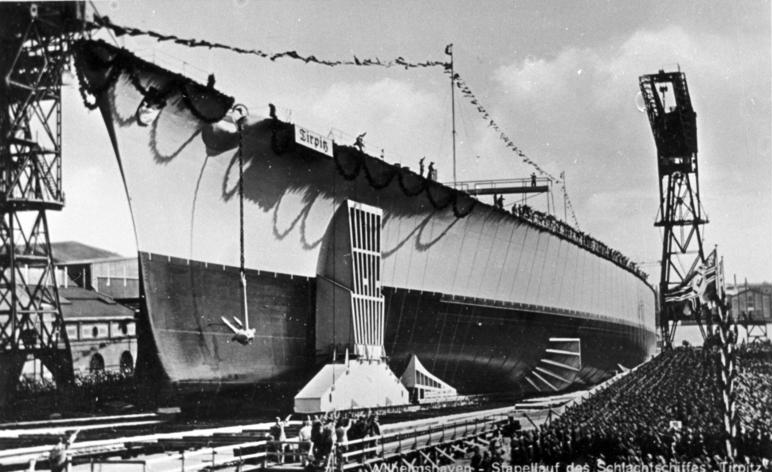
Спуск

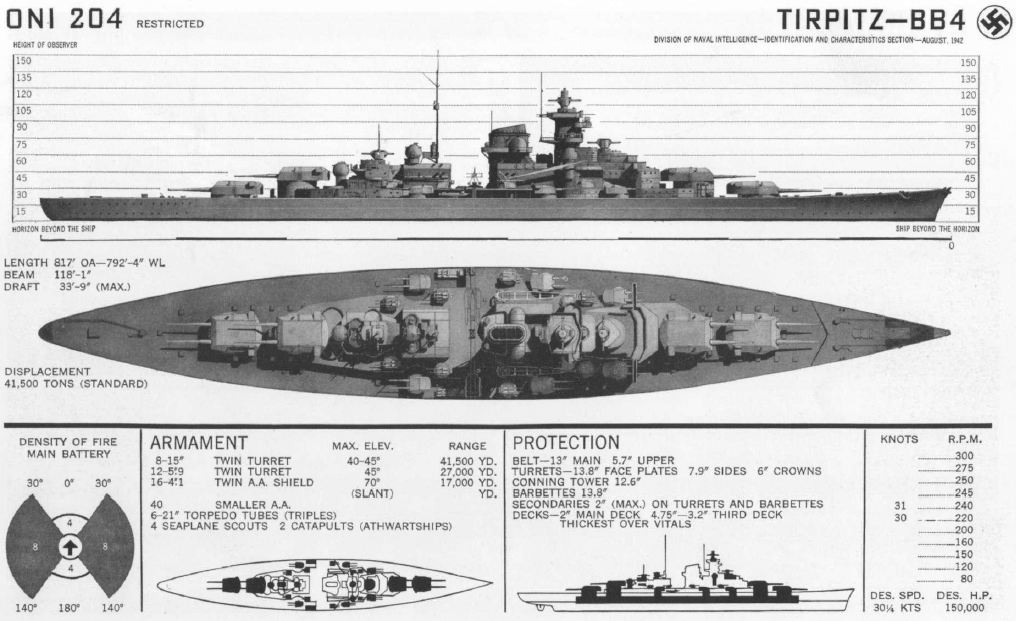
Дані корабля

«Тірпіц», другий корабель серії лінкорів типу Bismarck, був замовлений 14 червня 1936 року у військово-морської корабельні Kriegsmarinewerft Wilhelmshaven. Попри те, що формування корпусу почалися 24 жовтня, офіційною датою закладки вважається 2 листопада 1936 року. Стапельний період побудови зайняв на 2.5 місяці менше часу, ніж у однотипного «Бісмарка» і склав 29 місяців. Спуск корабля на воду відбувся 1 квітня 1939 року. Після початку війни темпи будівництва знизилися в зв'язку з перебоями в постачанні і повітряними нальотами англійців.
У початку 1941 року почалося формування екіпажу, а 25 лютого «Тірпіц» став до ладу. 9 березня 1941 року корабель покинув верф і після нетривалої зупинки в Кілі вирушив до Готенгафена, куди прибув 14 березня. Потім лінкор проходив випробування в Східній Балтиці. На початку червня під час випробувальних стрільб біля острова Рюген був виявлений ряд дефектів, на виправлення яких знадобилося кілька місяців. 20 вересня корабель був визнаний боєздатним.

### Модернізації та переобладнання

#### Травень-червень 1941
- Встановлено радари FuMo 23 на куполі далекоміра бойової рубки і на куполі далекоміра центрального поста управління вогнем на фор-марсі.
- Додані 4 20-мм зенітних автомати MG.C/30 в одинарних установках С / 30.

#### Липень-серпень 1941
- Встановлено два далекоміри ППО.
- Перенесено радар FuMo 23 з центрального поста управління вогнем на кормовий пост управління вогнем.
- Встановлено радар FuMo 27 на центральний пост управління вогнем.
- Встановлено пеленгатор FuMB 4.
- Встановлено два чотиритрубних 533-мм торпедні апарати з торпедами G7a.
- Додані 6 20-мм зенітних чотириствольних установок Vierling C38 з автоматами MG.C / 30.
- Демонтовані 4 20-мм зенітних автомати MG.C / 30 в одинарних установках С / 30.

#### Травень 1942
- Встановлено 8 20-мм зенітних автоматів MG.C / 30 в чотириствольний установках Vierling C38.
- Демонтовані 2 20-мм зенітних автомати MG.C / 30 в одинарних установках С / 30.

#### Листопад 1942— березень 1943
- Встановлено 8 20-мм зенітних автоматів MG.C / 30 в чотириствольних установках Vierling C38.
- Перенесено 2 20-мм зенітних автомати MG.C / 30 в одинарних установках С / 30.

#### Жовтень 1943— березень 1944
- Радари FuMo 23 і FuMo 27 замінені на FuMo 26 з антенами більшої площі.
- Встановлено радар FuMo 30.
- Встановлено радар FuMO 212/213 для управління зенітним вогнем.

#### Квітень-червень 1944
- Встановлено 8 20-мм зенітних автоматів MG.C / 30 в чотириствольних установках Vierling C38.
- Демонтовані 4 20-мм зенітних автомати MG.C / 30 в одинарних установках С / 30.

## Історія служби
20 вересня 1941 року Адольф Гітлер віддав наказ про формування Балтійського флоту для запобігання прориву залишків Балтійського флоту СРСР в Швеції, призначивши командувачем віцеадмірала Отто Ціліакса. Ціліакс вибрав в якості флагмана флоту «Тірпіц». 23 вересня флот зайняв позиції для запобігання прориву, а вже 25 вересня «Тірпіц» отримав наказ повертатися в Готенгафен, куди і прибув 26 вересня.
13 листопада 1941 року Еріх Редер вперше запропонував відправити «Тірпіц» в Норвегію у зв'язку з великим ризиком втратити корабель в разі виходу на комунікації союзників в Атлантиці для проведення рейдерських операцій. 29 вересня знову порушили питання про перебазування лінкора «Тірпіц» в Норвегію, і Гітлер затвердив це рішення, побоюючись вторгнення англійців в Північну Норвегію. Вже 30 вересня розпочалась підготовка до переходу. 6 січня 1942 року Редер особисто інспектував корабель, а 10 січня командир лінкора доповів про повну боєготовність корабля.

### В Норвегії
14 січня 1942 року «Тірпіц» в супроводі 4-х есмінців вирушив до Норвегії і вже через два дні прибув до Фетт-фьорд. Англійці до 22 січня виявили нове місце розташування лінкора і почали планувати заходи для його нейтралізації. Місце для базування корабля було дуже вдалим: в декількох кілометрах знаходився аеродром Вернес, на оточуючих фіорд берегах було встановлено безліч зенітних батарей. Стоянку з моря захищали торпедні мережі і флотилія кораблів димової завіси.
Англійці надавали великого значення лінкору «Тірпіц», і плани по його нейтралізації були головним болем Британського командування.
Перший авіаналіт на стоянку «Тірпіца» провели вже вночі з 29 на 30 січня 1942 року. 7 бомбардувальників 15-ї і 149-ї ескадрилій ВПС Великої Британії Short Stirling і дев'ять Handley Page Halifax 10-ї і 76їй ескадрилій не змогли знайти ціль і повернулися на свої бази, не скинувши жодної бомби.

### Конвої PQ-12/QP-8
5 березня німці виявили конвой PQ-12, що вийшов 1 березня через Рейк'явік у складі 16 транспортів. Також 1 березня з Мурманська висунувся конвой QP-8. «Тірпіц» у супроводі есмінців «Фрідріх Ін», «Герман Шеманн» і Z-25 о 11 годині покинув Фетт-фіорд і вийшов на перехоплення конвою. Вже о 19:40 британська субмарина типу S HMS Seawolf виявила німців на виході з Тронгеймс-фіорда і доповіла про контакт. Погана погода виключала авіарозвідку, Ціліакс не знав про наявність у морі з'єднання британського флоту, що прикривав конвої і складався з лінійного крейсера HMS Renown, лінкора HMS Duke of York, легкого крейсера HMS Kenya і шести есмінців під командуванням віцеадмірала Кертейса, яке вийшло з Рейк'явіка 3 березня. Також у морі, покинувши свою базу 4 березня, знаходилися головні сили флоту метрополії під командуванням адмірала Тові, що складалися з лінкора HMS King George V, авіаносця HMS Victorious, важкого крейсера HMS Berwick і шести ескадрених міноносців. Близько 10 години ранку Ціліакс відправив есмінці на північний захід, сподіваючись виявити конвой, сам «Тірпіц» знаходився на захід від есмінців. У цей час конвой PQ-12 знаходився в 75 милях на північ від і рухався курсом норд-ост, залишаючи німецькі кораблі за кормою.
7 березня «Тірпіц» рухався точно назустріч з основними силами англійців. Але на відстані близько 60 миль від нього англійці, не підозрюючи про те, що їхня ціль так близько, повернули на південний захід. Німецькі кораблі, рухаючись на північ, перетнули курс обох конвоїв, пройшовши в 60 милях за кормою PQ-12 і в 50 милях попереду QP-8. О 16:45 «Фрідріх Ін» виявив радянський лісовоз «Іжора», який відстав від конвою PQ-12, і потопив його. На потоплення «Іжори» німецьким есмінцям знадобилося півтори години.
До 9 березня англійські кораблі намагалися знайти «Тірпіц», у той час як лінкор з 8 березня йшов на свою базу. Один з 6-ти розвідувальних Fairey Albacore, піднятих о 07:40 з авіаносця HMS Victorious, виявив «Тірпіц» о 08:02 у супроводі есмінця «Фрідріх Ін» в 60 милях на захід від гирла Вест-фіорду. На «Тірпіці» також виявили англійський літак-розвідник і підійняли в повітря два Arado Ar 196 для його перехоплення. Радіограма на аеродром Буді про підтримку авіацією, відправлена з «Тірпіца», була отримана тільки через дві години. О 09:42 дванадцять озброєних торпедами Fairey Albacore 817-ї і 832-ї ескадрилій під командуванням лейтенанта-коммандера У. Дж. Лукаса, підняті через 50 хвилин після розвідників, помітили «Тірпіц». О 10:17 літаки почали атаку, 3 літаки 832-ї ескадрильї атакували з лівого борту, і ще три літаки 832-ой ескадрильї скидали торпеди з корми. Всі 6 літаків 817-ой ескадрильї атакували через 4 хвилини з правого борту. В результаті атаки «Тірпіц» не отримав пошкоджень і зміг вогнем зеніток збити 2 Fairey Albacore.
У той же день «Тірпіц» кинув якір в бухті Боген, недалеко від Нарвіка. У Берліні результатами даної бойової операції залишилися незадоволені, грос-адмірал Редер написав у своєму рапорті: «Ця операція показує слабкість наших морських сил на північному театрі.»

### В Тронгеймс-фіорді
Після нетривалої стоянки в бухті Боген «Тірпіц» вирушив на свою колишню підготовленішу і захищенішу стоянку. 13 березня о 22:08 він прибув до місця дислокації. Інформація про повернення «Тірпіца» була отримана англійцями вже наступного дня і 18 березня підтверджена авіарозвідкою. Менш ніж за місяць англійці зробили 3 бомбардувальних нальоти (31 березня, 28 і 29 квітня). У результаті нальотів англійці втратили 12 літаків з 107, «Тірпіц» ж пошкоджень не отримав. Системи постановки димових завіс і зенітні батареї захистили корабель.

### Операція «Хід конем»
30 травня 1942 адмірал Отто Шнівінд виклав свій план операції проти союзних конвоїв грос-адміралу Редеру. Шнівінд вважав, що удар з використанням великої кількості кораблів по конвою з повним його знищенням послабить підтримку Радянського Союзу з боку союзників. Провести цю операцію він пропонував у червні. За розрахунками Шнівінда, мала кількість туманних днів і льодова обстановка в цьому місяці дозволяла провести операцію максимально швидко. 1 червня план операції довели до Гітлера, який його в цілому схвалив, хоча і відчував сумніви в необхідності використовувати великі військові кораблі.
14 червня оперативний план операції «Хід конем» був завершений. За планом 2 групи кораблів мали висунутися з місць свого базування (1-а група — з Тронгейма у Вест-фіорд, 2-а — з Нарвіка до північного краю Альтен-фіорду), провести дозаправлення і бути в 24-годинній готовності до виходу в море. Планом передбачалося знищення конвою одним стрімким ударом. У разі наявності у конвою ескорту «Тірпіц» і «Адмірал Гіппер» пов'язували кораблі охорони, в той час як «Лютцов» і «Адмірал Шеер» знищували кораблі конвою. Бою з рівними або переважаючими силами необхідно було уникати за будь-яку ціну.
Конвой PQ-17 з 36 судів покинув Рейк'явік 27 червня. Супровід конвою (не рахуючи сил безпосередньої охорони) здійснювалося двома групами кораблів:
- ближнє прикриття — важкі крейсери HMS London, HMS Norfolk, USS Wichita (CA-45), New Orleans і USS Tuscaloosa і 3 есмінці під командуванням контр-адмірала Гамільтона;
- далеке прикриття — лінкори HMS Duke of York і USS Washinghton, авіаносець HMS Victorious, крейсери HMS Nigeria, HMS Cumberland і 14 есмінців під командуванням адмірала Тові.

Німецький літак-розвідник виявив конвой о 12:00 1 липня. Опівночі перша група німецьких кораблів отримала наказ перебувати в тригодинний готовності до виходу в море і в 17 годин після отримання наказу попрямувала до Вест-фіорду, друга група вийшла в море через 4 години. Під час переходу обидві групи зазнали втрат — крейсер «Лютцов» налетів на камені, есмінці Hans Lody, Karl Galster і Theodor Riedel вискочили на підводну скелю і отримали серйозні пошкодження, що не дозволило їм взяти подальшу участь в операції. Під час нетривалої стоянки у Вест-фіорді до першої групи приєднався есмінець Richard Beitzen. На 10:00 4 липня кораблі обох німецьких груп зібралися в Альтен-фіорді.
Британське Адміралтейство, дізнавшись про зникнення «Тірпіца» з Тронгейма, віддало наказ про розпуск конвою і відхід крейсерів і есмінців безпосередньої охорони конвою на захід. Близько 7 години ранку 5 липня німецький літак-розвідник виявив головні сили охорони конвою в 220 милях на північний захід від острова Ведмежий, тобто в 400 милях від Альтен-фіорду і в 800 милях від передбачуваної точки перехоплення конвою німецькими кораблями. О 10:55 німецькі кораблі покинули стоянку і почали вихід з фіорда.
Вийшовши у відкрите море, ескадра, слідуючи 24-вузловим ходом при дистанції 2000 метрів між кораблями, лягла на курс 30°.
У цей час німецьку ескадру виявив підводний човен К-21 під командуванням капітана 2 рангу Н. А. Луніна. Визначивши, що перед ним «Тірпіц», Лунін вирішив атакувати ворожі кораблі. Йому вдалося провести підводний човен у центр ворожого строю і о 17:01 випустити 4 торпеди з кормових торпедних апаратів. У німецьких звітах відомостей про влучання торпед немає. О 18:09 з К-21 відправили радіограму, в якій говорилося про виявлення двох лінкорів і восьми есмінців в районі з координатами 71° 24', 23° 40' східної довготи. О 17:28 на «Тірпіц» була отримана радіограма, адресована штабом групи «Норд» командувачу флотом.
О 18:16 німецьке з'єднання було виявлено літаком Іл-4 2-го гвардійського змішаного авіаполку ВПС Північного флоту. Він передав в ефір радіограму: «11 невідомих кораблів в районі 71° 31', 27° 10' східної довготи Курс 065. Швидкість 10 вузлів.». Приблизно в той же час контакт з противником встановила британська субмарина HMS Unshaken (бортовий номер Р54, командир — лейтенант Вестмакотт). Протягом години вона відчайдушно маневрувала, марно намагаючись вийти в атаку, а потім спливла і о 20:29 передала нові дані про рух противника.
Німецькі служби радіоперехоплення — як берегові, так і на самій ескадрі — перехопили і розшифрували ці повідомлення, що викликало серйозні побоювання. Почався обмін думками між штабом керівництва війною на морі в Берліні і штабом групи «Норд» в Кілі. Адмірал Рольф Карльс не вважав загрозу настільки суттєвою, щоб перервати рейд, але грос-адмірал Редер вважав, що якщо операція затягнеться довше, ніж до 01:00 6 липня, то союзний флот на чолі з авіаносцем має шанси перекрити шляхи відходу німецьким кораблям. У підсумку думка Редера запанувала
О 21:47 адмірал Шнівінд отримав наказ перервати операцію. О 21:51, перебуваючи в точці 71° 38'пн і 31° 05'східної довготи, ескадра через лівий борт лягла на зворотний курс.
Поданий о 12:45 командувачем флоту запит знову вийти проти конвою як усіма силами, так і «Адміралом Гіппером» з чотирма есмінцями, був відхилений командуванням групи «Норд».
Припинення операції «Хід конем» не допомогло судам конвою PQ-17. Протягом наступних трьох днів німецькі підводні човни і літаки влаштували йому розгром. З 36 транспортів 23 були потоплені, і лише 11 досягли пункту призначення. Як відзначив Фрере-Кук, автор книги «Полювання на „Тірпіц“»: «Не випустивши жодного снаряда, не підійшовши до конвою ближче, ніж на 300 миль, „Тірпіц“ домігся однієї з найгучніших перемог на морі в цій війні.»

### Бездіяльність
Після операції «Хід конем» «Тірпіц» не брав участі в бойових діях аж до осені 1943 року. У цей період «Тірпіц» провів навчання спільно з Admiral Hipper, Admiral Scheer і авіацією (27-31 липня 1942 року), а також на кораблі провели профілактичний ремонт. Англійці зробили спробу атакувати «Тірпіц» пілотованими торпедами «Черіот», але кутер «Артур», пройшовши німецькі патрулі, втратив 2 підготовлені для місії по знищенню «Тірпіца» «Черіоти». Екіпаж затопив «Артур», і всі, крім однієї людини, яка потрапила в полон, пішли до Швеції.

### Операція «Цітронелла»
У вересні 1943 року за розробленим штабом групи «Норд» планом, «Тірпіц» спільно з іншими кораблями взяв участь у рейді на архіпелаг Шпіцберген. Операція отримала назву «Цітронелла» (інша назва — «Сицилія»). План операції включав в себе обстріл кораблями населених пунктів і висадку десанту.
6 вересня ескадра під командуванням адмірала Куммеца в складі лінкорів «Тірпіц» і «Шарнгорст», важкого крейсера Lützow, ескадрених міноносців Erich Steinbrinck, Hans Lody, Karl Galster, Theodor Riedel, Friedrich Ihn, Paul Jacobi, Z-31, Z-27, Z-29, Z-30, Z-33 вийшла в море. Солдати десанту 349-го гренадерського полку перебували на есмінці, їх чисельність становила близько 600 чоловік. Через неполадки важкий крейсер Lützow з есмінцями Paul Jacobi і Friedrich Ihn повернулися на базу.
«Тірпіц» спільно з есмінцями Z-29, Z-31, Z-33 атакував селище Баренцбург. Лінкор протягом години обстрілював гарматами головного калібру місто, руйнуючи і завдаючи пошкодження будівлям, вугільним шахтам, цистерн з паливом, причальним спорудам, а також берегових батареях. Це був перший випадок застосування лінкором гармат головного калібру не на навчаннях, як потім з'ясувалося — останній.
Виконавши завдання по розгрому гарнізонів, і прийнявши назад десант разом з полоненими норвежцями, кораблі пішли на свою базу. Рано вранці 9 вересня «Тірпіц» повернувся в Альтен-фіорд.

### Надмалі підводні човни проти лінкора
Операція по атаці «Тірпіца» надмалими підводними човнами типу X, ретельно підготовлена британцями, отримала назву «Source» («Джерело»). Надмалі підводні човни типу X («міджети») з екіпажем в 4 особи мали водотоннажність близько 30 тонн, довжину 15.7 метрів і несли 2 заряди по 1996 кілограм кожен. Для доставки «міджетів» до норвезького узбережжя були задіяні 6 підводних човнів: HMS Thrasher (N37) — X-5, HMS Truculent — X-6, HMS Stubborn (P238) — X-7, HMS Sea Nymph (P223) — X-8, HMS Syrtis (P241) — X-9, HMS Sceptre (P 215) — X-10. За остаточним планом цілі для надмалих підводних човнів розподілили наступним чином: X-5, X-6 і X-7 мали атакувати «Тірпіц», X-9 і X-10 — «Шарнгорст», а X-8 — «Лютцов».
Під час переходу до норвезького узбережжя 16 вересня був втрачений X-9 разом з екіпажем, а 18 вересня через технічні неполадки вийшов з ладу і був затоплений X-8. Решта, прибувши 20 вересня в призначені точки, віддали буксири і попрямували до намічених цілей. Тільки X-10 прибув у точку збору 28 вересня, не знайшовши Scharnhorst, який залишив свою стоянку для проведення навчань. Решта човнів не повернулися, але британське адміралтейство вже знало про виконання ними своїх завдань.
X-6 під командуванням лейтенанта Дональда Камерона зумів скинути заряди в районі башти «Бруно», після чого, знищивши документи, екіпаж підійняв човен на поверхню, де був підібраний патрульним катером, сам човен затонув. X-7 під командуванням лейтенанта Годфрі Плейса також зміг встановити заряди, але заплутавшись у сітях сплив на поверхню. Після обстрілу з кулеметів X-7 знову занурився і зумів втекти.
О 10:12 з інтервалом в 10 секунд по лівому борту лінкора прогриміли вибухи. Один за 7 метрів від лівого борту на траверзі башти «Цезар», другий за 55 метрів від носовій частині. Вибухами обірвало якірні ланцюги, були пошкоджені паливні цистерни, лінкор отримав крен на лівий борт, в генераторний відсік № 2 почалося надходження води, і всюди згасло світло. Загинув один матрос, і 40 людей отримали поранення різного ступеня тяжкості, в тому числі і старший офіцер капітан-цур-зеє Вольф Юнге.
Вибухова хвиля сильно пошкодила X-7, лейтенант Годфрі Плейс наказав екіпажу покинути човен, але зробити це, крім нього, зміг тільки водолаз човна суб-лейтенант Ейткін, що сплив через 3 години. О 10:43 приблизно за 600 метрів по правому борту «Тірпіца» був виявлений човен X-5 лейтенанта Хенті-Крірі. Вся зенітна артилерія лінкора відкрила по ньому вогонь, зумівши домогтися кількох влучень, перш ніж човен зміг зануритися. Через 2 хвилини на місце занурення було скинуто 5 глибинних бомб з есмінця Z-27. З екіпажу Х-5 ніхто не врятувався, уламки човна були виявлені в 1947 році норвезькими водолазами. Ціною 9 загиблих і 6 взятих у полон англійці добилися виведення корабля з ладу на тривалий період.
Пошкодження, отримані від вибухів зарядів, виявилися досить серйозними. Зірвані листи обшивки, а також пошкодження перегородок викликали затоплення ряду відсіків другого дна і ПТЗ. Постраждали і життєво важливі відсіки: румпельне відділення лівого керма, кормовий пост енергетики і живучості, відділення турбогенераторів № 2; вода проникла в кормове і праве машинні відділення, відсік лівого редуктора і приміщення розподільного щита № 2 (лівого борту). Через затоплення генераторного відсіку динамо-машини вийшли з ладу. У результаті численних пошкоджень лінкор втратив можливість рухатися самостійно. Вийшли з ладу радари, система управління вогнем, далекоміри, радіостанції, заклинило башту «Дора», Пошкоджені фундаменти турбін, пошкоджені валолінії, а також безліч іншого обладнання.
Гросс-адмірал Карл Деніц у своїй доповідній записці, адресованій Гітлеру, повідомляв, що навіть після капітального ремонту боєздатність корабля не буде відновлена повністю.
Ремонт корабля без сухого доку, за відсутності нормального постачання, в умовах полярної ночі був справжнім досягненням. Було відновлено конструкції корпусу, замінене ліве кермо разом з кермовою машиною, відцентровані вали і безліч інших пошкоджень, які вимагали постановки в сухий док. Частину пошкоджених шпангоутів довелося залишити в колишньому стані, оскільки їх заміна без постановки в сухий док була неможлива.
Під час ремонту, що тривав з листопада 1943 року по березень 1944 року, на лінкор був проведений тільки один наліт. Вночі 10 лютого 1944 бомбардувальники Іл-4 36-ї дивізії 8-го авіаційного корпусу авіації дальньої дії СРСР здійснили наліт на лінкор. Через погані метеоумови тільки 2 літаки дійшли до цілі і скинули бомби. Всі бомби по записах німців вибухнули на березі. Лінкор ушкоджень не отримав.
Вночі 15 березня 1944 року лінкор під командуванням капітана-цур-Зеє Меєра вийшов на випробування. Під час випробувань лінкор зміг розвинути швидкість в 27 вузлів і пристріляти гармати.

### Операція «Тангстен»
В середині березня британське Адміралтейство на підставі свіжих даних аерофотознімання прийшло до висновку, що лінкор готовий до виходу в море. Це послужило поштовхом до нової операції з його знищення, що отримала кодову назву «Тангстен» («Вольфрам»). На цей раз удар мали завдати літаки з авіаносців.
30 березня через Скапа-Флоу в море вийшло дві групи кораблів. Перше з'єднання під командуванням адмірала Брюса Фрейзера складалося з лінкорів HMS Duke of York (флагман) і HMS Anson, авіаносця HMS Victorious, крейсера HMS Belfast і шести есмінців. Друге з'єднання під командуванням контрадмірала Біссета включало крейсери HMS Royalist, HMS Sheffield, HMS Jamaica, авіаносці HMS Furious, HMS Searcher, HMS Emperor, HMS Fencer, HMS Pursuer і 5 есмінців. Ударним з'єднанням авіаносців командував віце-адмірал Генрі Мур, який тримав свій прапор на HMS Anson.
Атаку планувалося провести двома хвилями по 21 торпедоносців-бомбардувальників Fairey Barracuda в кожній. Щоб завдати максимальної шкоди використовувалося 4 типи бомб: 1600-фунтові (726-кг) бронебійні призначалися для пробивання броньової палуби лінкора, 500-фунтові (227-кг) напівбронебійні повинні були пробити верхню палубу і викликати руйнування в міжпалубного простору, 500-фнт фугасні — нанести серйозні втрати розрахункам зенітних гармат, 600-фнт (272-кг) протичовнові могли зробити такий же вплив при прямому влученні, а при близькому розриві наносили серйозні пошкодження підводній частині. Запланована на ранок 4 квітня атака була перенесена на добу, оскільки за розвідданими лінкор збирався покинути стоянку.
3 квітня об'єднана ескадра, не виявлена противником, вийшла в точку 71°30'пн і 19°00'східної довготи і в 5:16 зліт початку перша ударна хвиля, в цілому налічувала 61 літак.
О 06:25 на лінкорі отримали повідомлення про наближення літаків противника, в цей час корабель був пришвартований до берега і 2 носових якорі не були підняті. Йшла підготовка до виходу на пробу машин, пари були розведені і близько лінкора знаходилося 2 буксири. На своїх постах перебувала тільки якірна і швартова команди, вахтові в котельнях і машинних відділеннях, а також розрахунки одного зенітного плутонга.
Гармати ППО берегових батарей відкрили вогонь по літакам, коли ті перебували в трьох милях від лінкора. З «Тірпіца» виявили противника в той момент, коли літаки лягали на бойовий курс. В 6:29, коли почали падати бомби, димові завіси ще не встигли приховати лінкор. Британські льотчики, бажаючи влучити в ціль, скидали бомби з дуже малої висоти. Бомби не встигали набрати достатню швидкість для пробиття броньовий палуби. Розрахунки ППО лінкора зуміли збити одну Barracuda. В цей час авіаносці вже почали підйом другої хвилі.
В 6:37 літаки вишикувалися і попрямували до «Тірпіца». Цього разу зенітники лінкора і берегових батарей були напоготові, але ні щільний вогонь, ні димова завіса не зупинили англійців. Вся атака зайняла у англійців близько двох хвилин. Бомби скидалися з висоти від 430 до 900 м і не пробивали броньову палубу, а 726-кг бомба, що потрапила в носову частину, взагалі не вибухнула. Одна Barracuda була збита, один пошкоджений F6F Hellcat здійснив вимушену посадку на воду.
Віцеадмірал Мур планував повторити атаку на наступний день, але, задовольнившись доповідями пілотів про серйозні пошкодження «Тірпіца», наказав повертатися в Скапа-Флоу.
При відбиванні нальотів Tirpitz випустив в цілому 506 105-мм, 400 37-мм і 8260 20-мм снарядів. За британськими даними, в ході двох атак на лінкор було скинуто 94 бомби.
У німецькому звіті, який цитує в своїй праці Роберт Дуліна і Вільям Гарцке, наводиться інформація про 14 прямих влучань і 2 близьких розривах (ще одна 726-кг бомба потрапила в півбак, але не вибухнула).
Найбільш важких руйнувань зазнали надбудови і простір між броньованими верхньою і головною палубами. Обшивка корабля була поцяткована осколками, палуби розпороті вибухами, кабелі та трубопроводи перебиті, а маса приладів і обладнання знищені. Пробоїни у верхній палубі досягали трьох метрів в діаметрі. Був пошкоджений ряд головних поперечних перегородок над броньовий палубою. Через численні пожежі весь корабель був заповнений димом.
Хоча головні і допоміжні механізми не постраждали, близькі розриви фугасних і глибинних бомб викликали течі. «Тірпіц» прийняв близько 2000 т води, його осадка збільшилася приблизно на 30 см. Найбільші неприємності доставили 2 близьких розриви в середній частині. Права турбіна була зірвана з фундаменту і вийшла з ладу. Через шви, які розійшлися, вода проникла в котельне відділення № 1 правого борту (XI відсік). Були зірвані тимчасові латки в районі відділення лівої рульової машини, що призвело до ряду затоплень в кормі.
Розривами бомб на надбудовах були знищені права катапульта і кран, права середня 150-мм башта зруйнована, ліва кормова виведена з ладу, осколками серйозно пошкоджені шахти димоходів і повітроводи котелень вентиляторів. Самі котли практично не постраждали, і, хоча забортна вода, проникаючи через пошкоджені димоходи, погасила кілька котлів в X і XI відсіках, корабель зберіг хід і подачу електроенергії.
За результатами атаки «Тірпіц» втратив 122 особи загиблими і 316 пораненими. Загинули 6 офіцерів, а командир корабля капітан-цур-зеє Меєр був поранений.
Для ремонту лінкора грос-адмірал Деніц виділив необхідні людські та матеріальні ресурси. 13 квітня Дениц надав Гітлеру доповідну записку, в якій робив висновок про недоцільність застосування лінкора для нападу на союзні конвої. Небезпека втратити найбільший військовий корабель при абсолютній перевазі британського флоту була занадто висока. Для ремонту в Німеччині неможливо було забезпечити прикриття з повітря при переході корабля.
Завдяки полярному дню і виділеним ресурсів основний ремонт, розпочатий на початку травня, був швидко закінчений. 2 червня 1944 року лінкор був готовий до виходу в море. 22 червня «Тірпіц» провів пробу машин і навчальні стрільби. Остаточно всі відновлювальні роботи були закінчені до середини липня. Під час ремонту авіаційне озброєння корабля зменшили до одного літака, а вивільнені ангари стали використовувати для розміщення особового складу. Для посилення ефективності ППО на корабель доставили снаряди з часовим детонатором для 150-мм і 380-мм гармат. У серпні на аеродром Бардуфосс перекинули винищувачі для прикриття лінкора.
Протягом весни-літа 1944 англійці зробили кілька атак на «Тірпіц». Операція «Планет», за участю тих же авіаносців і намічена на 26 квітня, була скасована через погану погоду. Операція «Брон» розпочалася 15 травня за участю авіаносців HMS Victorious і HMS Furious. 27 Barracuda, 28 F4U Corsair, 4 F4F Wildcat і 4 Supermarine Seafire вилетіли, але були змушені розгорнутися назад через погану погоду. Операція «Маскот» за участю авіаносців HMS Formidable, HMS Indefatigable і HMS Victorious почалася 17 липня. 44 Barracuda, 18 F4U Corsair, 18 F6F Hellcat і 12 Fairey Firefly змогли домогтися одного близького попадання бомби, втрати склали 1 Barracuda і 1 Corsair.
З 31 липня по 1 серпня «Тірпіц» разом з есмінцями 4 ї флотилії (Z 29, Z 31, Z 33, Z 34 і Z 39) провів навчання в морі.

### Операція «Гудвуд»
В кінці серпня 1944 року флот метрополії почав операцію «Гудвуд», в якій брали участь: лінкор HMS Duke of York, авіаносці HMS Indefatigable, HMS Formidable, HMS Furious, крейсери HMS Devonshire, HMS Berwick і 14 есмінців. Пізніше до них приєдналися ескортні авіаносці HMS Nabob і HMS Trumpeter з шістьма фрегатами.
Вранці 22 серпня була зроблена перша атака силами 31 Fairey Barracuda 820-й, 826-й, 827-й, 828-й і 830-й ескадрилій, 24 F4U Corsair 1842 й і 1847 й ескадрилій, 10 F6F Hellcat 1840-й ескадрильї, 11 Fairey Firefly 1770-ї ескадрильї і 8 Supermarine Seafire 887-ї ескадрильї. Під час нальоту англійці втратили 1 Fairey Barracuda, 1 F4U Corsair і 1 F6F Hellcat, не добившись влучень в лінкор. Увечері того ж дня ще одна хвиля атакувала Tirpitz — 6 F6F Hellcat і 8 Fairey Firefly з HMS Indefatigable не добилися жодного попадання. Ескортний авіаносець HMS Nabob, торпедований підводним човном U-354 в той же день, разом з ескортних авіаносцем HMS Trumpeter вирушили назад на базу.
Нова атака була зроблена 24 серпня. 33 Barracud a, 10 F6F Hellcat, 24 Chance Vought F4U Corsair і 10 Fairey Firefly атакували лінкор. З 33 Fairey Barracuda тільки 18 змогли скинути бомби, 10 Grumman F6F Hellcat зуміли провести атаку і скинути бомби. 2 бомби вразили корабель: одна вибухнула на даху башти «Бруно», друга, потрапивши в місток з лівого борту, зрикошетила, пробила верхню палубу, головну броньову палубу, але не вибухнула і застрягла в приміщенні головного розподільного щита № 4 на нижній платформі. Єдиний раз палубна броня «Тірпіца» виявилася пробитою. Якби детонатор цієї бомби спрацював, наслідки могли б бути найсерйознішими. Погодні умови не дозволяли повторити наліт протягом 5 днів.
29 серпня з HMS Indefatigable і HMS Formidable злетіли 26 Fairey Barracuda, 17 F4U Corsair, 7 F6F Hellcat, 10 Fairey Firefly і 7 Supermarine Seafire, які не добилися жодного попадання в лінкор і втратили 1 Fairey Firefly і 1 F6F Hellcat.
За всю операцію «Гудвуд» англійці втратили 16 літаків, домігшись двох влучень, які не завдали значної шкоди кораблю.

### Кінець «Тірпіца»
Посилена ППО стоянки «Тірпіца» змусили британський флот відмовитися від подальших спроб знищити лінкор. У вересні 1944 року завдання зі знищення лінкора передали бомбардувальному командуванню. Для знищення лінкора було вирішено використовувати бомбардувальники Avro Lancaster, озброєні бомбами «Толлбой».
15 вересня, відповідно до плану операції «Параван», 27 бомбардувальників вилетіли з радянського аеродрому Ягідники, оскільки дальність дії бомбардувальників не дозволяла зробити наліт з аеродромів Англії. Під час нальоту через встановлену димову завісу бомби змогли скинути 16 бомбардувальників. Не втративши жодного літака від зенітного вогню, бомбардувальники домоглися одного влучення. Внаслідок цього попадання в носову частину лінкора були затоплені всі носові відсіки до носового броньового траверзу, від ударної хвилі, що пройшла по корпусу, були серйозно пошкоджені ходові машини і артилерія, пошкоджені ще при атаці надмалих підводних човнів носові шпангоути зовсім ослабли. У результаті отриманих пошкоджень лінкор втратив здатність пересуватися з нормальною швидкістю і мореплавство.
Німецьке командування, усвідомивши, що відновити лінкор повністю і повернути йому морехідність немає ніякої можливості, ухвалило рішення перевести лінкор у район Тромсе — до затоки Сьорботн біля острова Хокейя. 15 жовтня «Тірпіц», розвинувши швидкість 8 вузлів, востаннє вийшов у море в супроводі 4-ї флотилії есмінців, дана операція отримала назву «Комет». З цього моменту лінкор знаходився в зоні досяжності бомбардувальників Англії.
29 жовтня розпочався операція «Обвіейт», 32 британських бомбардувальника атакували лінкор, але щільна хмарність і вогонь зенітної артилерії не дозволили домогтися влучень. Близький вибух завдав чергові ушкодження лінкора. Кілька приміщень в кормі було затоплено, погнутий лівий вал, повністю виведене з ладу праве кермо. Вогнем було пошкоджено тільки один бомбардувальник.
Операція «Катехизм» почалася 12 листопада, 31 бомбардувальник піднялися в повітря. 29 бомбардувальників були озброєні бомбами «Толлбой». О 09:41 бомбардувальники почали скидати бомби на лінкор, попри щільний зенітний вогонь. У результаті нальоту британці добилися двох прямих влучень і близько чотирьох близьких розривів. Перша бомба пробила палуби і вибухнула в котельному відділенні. Друга бомба потрапила в кормову надбудову. Бомби, які впали недалеко від «Тірпіца» з лівого борту, утворили хвилю, яка накрила корабель і викликала численні ушкодження, втрати в особовому складі, а також збільшили крен лінкора з 20 градусів після попадання першої бомби до 70 градусів. Пожежа в кормовій частині корабля спричинила вибух зарядних погребів кормових башт, башта «Цезар» була відкинута вибухом на дванадцять метрів. Перед вибухом екіпаж отримав команду «Покинути внутрішні приміщення» і відкрив люки, внаслідок чого вода почала швидко заповнювати внутрішні приміщення. Крен корабля дуже швидко досяг 135 градусів.
З 1700 чоловік, що знаходилися на борту лінкора в момент атаки бомбардувальниками, 971 загинув. Серед них були 27 офіцерів і командир корабля капітан-цур-зее Роберт Вебер.

## Командири
- Капітан-цур-зее Карл Топп (нім. Karl Topp; 15 січня 1941 — 24 лютого 1943)
- Капітан-цур-зеє Ганс Карл Меєр (нім. Hans Karl Meyer; 24 лютого 1943 — 1 травня 1944)
- Капітан-цур-зее Вольф Юнге (нім. Wolf Junge; 1 травня — 4 листопада 1944)
- Капітан-цур-зее Роберт Вебер (нім. Robert Weber; 4-12 листопада 1944)

## Спадок
Після війни уламки «Тірпіца» були розламані та розпродані на місці норвезькою компанією. Майже весь корабель був розрізаний і вивезений. Однак значна частина носової частини «Тірпіца» залишається там, де він затонув у 1944 році. Крім того, електрогенератори з корабля були використані як тимчасова електростанція, забезпечуючи електрикою рибну промисловість навколо міста Гоннінгсвоґ (норв. Honningsvåg).
Недалеко від місця затоплення «Тірпіца» існують штучні озера, що з'явилися у вирвах від вибухів бомб Tallboy (вагою понад 5 т), — що не потрапили в ціль. Деякі частини лінкора досі використовуються Норвезьким дорожнім департаментом (норв. Vegvesenet) як тимчасове дорожнє полотно при проведенні ремонтних робіт. Деякі частини лінкора були переплавлені на брошки та іншу біжутерію. Крім того, значна частина бронеобшивки зберігається в Королівському військово-морському музеї «Explosion!» («Вибух!») в Ґоспорті, Гемпшир.

## Цитати
- «"Тірпіц" був головним болем Адміралтейства, занепокоєння якого починало межувати з панікою.» (Історик Девід Вудворд)
- «Поки існує "Тірпіц", британському флоту необхідно постійно мати в наявності 2 лінкори типу "Король Георг V". У водах метрополії постійно повинні знаходитися 3 корабля цього типу — на випадок знаходження одного з них в ремонті.» (Перший морський лорд Адміралтейства, адмірал Дадлі Паунд)
- «Якщо "Тірпіц" зуміє вирватися в океан, він може паралізувати наше судноплавство в Північній Атлантиці настільки, що просто необхідно нав'язати йому бій якомога раніше, тому ми не можемо дозволити собі відвернути хоча б один лінкор типу "Король Георг V" з цього району.» (Дадлі Паунд)
- «Він [«Тірпіц»] створює загальний страх і загрозу в усіх точках відразу.» (Вінстон Черчилль)
- «Про присутність "Тірпіца" в Тронгеймі відомо вже 3 дні. Знищення або хоча б пошкодження цього корабля стане найбільшою подією на морі в даний час. Ніяку іншу ціль не можна порівняти з ним.» (Вінстон Черчилль)
- «Хоча він жодного разу не використовував свої величезні гармати, вплив "Тірпіца" на хід війни в Арктиці був величезним.» (Адмірал Брайан Скофілд)

## «Тірпіц» в культурі

### У відеоіграх
- З «Тірпіцом» пов'язана одна з місій в грі Hidden & Dangerous 2, де група англійських розвідників виконує завдання, основою якого явно послужила реальна операція. У грі місія пройшла вдало, був замінований не тільки сам «Тірпіц», але і мінний тральщик «Олаф», а також з останнього вкрадена шифрувальна машина «Енігма».
- «Тірпіц» був згаданий і в грі Call of Duty в Британських місіях, де двоє розвідників здійснюють на лінкорі диверсію — мінування котлів та знищення електронних блоків системи РЛС.
- «Тірпіц» також був згаданий у грі Wolfenstein. В початковому ролику лінкор, оснащений шахтами для запуску ракет Фау-2, прибув до британського узбережжя, щоб знищити Лондон. Головний герой, американський агент Вільям «Бі-Джей» Блажкович, здійснив на кораблі диверсію і пустив його на дно, підірвавши ракети.